# Ciwon
Ciwon (hebr. צבעון; ang. Tziv'on) – kibuc położony w Samorządzie Regionu Ha-Galil ha-Eljon, w Dystrykcie Północnym, w Izraelu. Członek Ruchu Kibuców (Ha-Tenu’a ha-Kibbucit).

## Położenie
Leży na północy Górnej Galilei, w pobliżu granicy z Libanem.

## Historia
Kibuc został założony w 1980.

## Gospodarka
Gospodarka kibucu opiera się na sadownictwie.